# Музі-Коті-є Софла
Музі-Коті-є Софла (перс. موزي كتي سفلي) — село в Ірані, у дегестані Дабуй-є Джонубі, у бахші Дабудашт, шагрестані Амоль остану Мазендеран. За даними перепису 2006 року, його населення становило 238 осіб, що проживали у складі 64 сімей.

## Клімат
Середня річна температура становить 17,23 °C, середня максимальна – 30,83 °C, а середня мінімальна – 3,96 °C. Середня річна кількість опадів – 874 мм.
| Клімат поселення                              | Клімат поселення | Клімат поселення | Клімат поселення | Клімат поселення | Клімат поселення | Клімат поселення | Клімат поселення | Клімат поселення | Клімат поселення | Клімат поселення | Клімат поселення | Клімат поселення | Клімат поселення |
| Показник                                      | Січ.             | Лют.             | Бер.             | Квіт.            | Трав.            | Черв.            | Лип.             | Серп.            | Вер.             | Жовт.            | Лист.            | Груд.            |                  |
| Середній максимум, °C                         | 11,90            | 12,20            | 15,48            | 21,12            | 24,53            | 27,80            | 30,66            | 30,83            | 27,99            | 23,28            | 18,07            | 13,93            |                  |
| Середня температура, °C                       | 7,90             | 8,21             | 11,51            | 17,14            | 20,56            | 23,81            | 26,10            | 26,30            | 23,48            | 18,74            | 13,57            | 9,39             |                  |
| Середній мінімум, °C                          | 3,96             | 4,26             | 7,54             | 13,16            | 16,59            | 19,84            | 21,61            | 21,78            | 18,94            | 14,22            | 9,02             | 4,88             |                  |
| Норма опадів, мм                              | 94               | 71               | 61               | 29               | 24               | 22               | 23               | 53               | 95               | 153              | 131              | 118              |                  |
| Середньомісячна швидкість вітру, м/с          | 2.22             | 2.49             | 2.48             | 2.36             | 2.40             | 2.88             | 2.67             | 2.20             | 2.04             | 1.89             | 1.92             | 2.00             |                  |
| Середньомісячна сонячна радіація, кДж/м²·день | 8201             | 10310            | 12441            | 15692            | 19966            | 21842            | 21558            | 18750            | 15392            | 11967            | 9522             | 7779             |                  |
| --------------------------------------------- | ---------------- | ---------------- | ---------------- | ---------------- | ---------------- | ---------------- | ---------------- | ---------------- | ---------------- | ---------------- | ---------------- | ---------------- | ---------------- |
| Джерело:                                      |                  |                  |                  |                  |                  |                  |                  |                  |                  |                  |                  |                  |                  |